# Shikokuconocephalopsis
Shikokuconocephalopsis is een geslacht van rechtvleugeligen uit de familie sabelsprinkhanen (Tettigoniidae). De wetenschappelijke naam van dit geslacht is voor het eerst geldig gepubliceerd in 1999 door Kano.

## Soorten
Het geslacht Shikokuconocephalopsis omvat de volgende soorten:
- Shikokuconocephalopsis ishizuchiensis Kano & Kawakita, 1987
- Shikokuconocephalopsis onigajyoensis Kano & Tominaga, 1999
- Shikokuconocephalopsis shimantoensis Befu & Murai, 1999